# Arka Gdynia
Ne doit pas être confondu avec Arka Gdynia (basket-ball féminin).
Maillots
L'Arka Gdynia est un club polonais de football  basé à Gdynia.

## Historique
- 1929 : fondation du club sous le nom de KS Gdynia
- 1934 : le club est renommé KS Kotwica Gdynia
- 1946 : le club est renommé ZKS Kotwica Gdynia
- 1946 : le club est renommé RKS Mir Gdynia
- 1949 : fusion avec le KS Gastronomia Gdynia en KS Spojnia Gdynia
- 1951 : le club est renommé KS Kolejarz Gdynia
- 1952 : le club est renommé RKS Arka Gdynia
- 1964 : le club est renommé MZKS Gdynia
- 1972 : le club est renommé MZKS Arka Gdynia
- 1979 : 1re participation à une Coupe d'Europe (C2, saison 1979/80)

## Bilan sportif

### Palmarès
- Coupe de Pologne :
  - Vainqueur : 1979 et 2017
  - Finaliste : 2018 et 2021
- Supercoupe de Pologne :
  - Vainqueur : 2017 et 2018

### Bilan européen
Note : dans les résultats ci-dessous, le score du club est toujours donné en premier.
| Saison    | Compétition      | Tour             | Club               | Domicile | Extérieur | Total  |
| --------- | ---------------- | ---------------- | ------------------ | -------- | --------- | ------ |
| 1979-1980 | Coupe des coupes | Premier tour     | Beroe Stara Zagora | 3 - 2    | 0 - 2     | 3 - 4  |
| 2017-2018 | Ligue Europa     | Troisième tour Q | FC Midtjylland     | 3 - 2    | 1 - 2     | 4 - 4E |

Légende
- Victoire ou qualification pour le tour suivant
- Match nul
- Défaite ou élimination de la compétition

## Anciens joueurs
- Janusz Kupcewicz
- Piotr Rzepka
- Andrzej Szarmach